# Trang
Trang (thaiul írva: ตรัง vagy เมืองทับเที่ยง) város Dél-Thaiföldön, az azonos nevű tartomány székhelye.
Többek közt arról nevezetes, hogy gyakran megnyeri az ország legtisztább városa kitüntetést - fő vetélytársa e tekintetben Jala (Yala).

## Történelem
Trang már legalább az 1. századtól kezdve fontos kereskedelmi központ volt. Különösen a 7. és 12. század között volt nagy a jelentősége, mint tengeri kikötőnek. Trang fontos összekötő szerepet játszott a Maláj-félsziget és Szumátra szigete, illetve Palembang városa között. Ekkoriban Krung Thani, később Trankhapura néven volt ismert és ez utóbbi nevet rövidítették le azután.

## Turizmus
Trang fő vonzerejét a közeli homokos tengerpartok és szigetek jelentik.
Látnivalók a városban:
- A kínai templomkörzet a várostól 3 km-re északra
- Egy tóra néző városliget

## Fordítás
Ez a szócikk részben vagy egészben  a   Trang, Thailand című angol Wikipédia-szócikk fordításán alapul.  Az eredeti cikk szerkesztőit annak laptörténete sorolja fel. Ez a jelzés csupán a megfogalmazás eredetét és a szerzői jogokat jelzi, nem szolgál a cikkben szereplő információk forrásmegjelöléseként.